# Schnalskam
De Schnalskam (Duits: Schnalskamm, Schnalser Kamm) is een bergketen behorend tot de Ötztaler Alpen in het grensgebied tussen de Oostenrijkse deelstaat Tirol en het Italiaanse Zuid-Tirol. Tussen de bergtoppen van de Weißkugel en de Hohe Wilde vormt de bergkam zelfs de grens tussen beide landen. Aan de zuidelijke zijde, in Zuid-Tirol, ligt het Schnalstal.
De Schnalskam vormt samen met de Gurglkam, die de Schnalskam vanaf de Hohe Wilde in noordwestelijke richting tot bij Timmelsjoch voortzet, de hoofdketen van de Ötztaler Alpen. Het westelijke eindpunt, de Weißkugel is met 3739 meter hoogte gelijk de hoogste top van de kam. Andere bekende toppen in de subgroep zijn de Fineilspitze (3514 meter), de Similaun (3606 meter) en de Hintere Schwärze (3628 meter). Bij de Hauslabjoch, waar Ötzi werd gevonden, buigt de zijkam Kreuzkam naar het noordoosten af. Bij de 3465 meter hoge Karlesspitze buigt een tweede zijkam naar het noorden af, de Ramolkam.

## Bergtoppen
Bergtoppen in de Schnalskam zijn (van hoog naar laag) onder andere:
- Weißkugel, 3739 meter
- Hintere Schwärze (ook: Rossberg Spitze, Ital.: Cime Nere), 3624 meter
- Similaun, 3606 meter
- Östliche Marzellspitze, 3550 meter
- Großer Ramolkogel, 3549 meter
- Schalfkogel, 3537 meter
- Mittlere Marzellspitze, 3532 meter
- Westliche Marzellspitze, 3529 meter
- Mutmalspitze, 3522 meter
- Mittlerer Ramolkogel, 3518 meter
- Fineilspitze (Ital.: Punta di Finale), 3514 meter
- Firmisanschneide, 3490 meter
- Karlesspitze (Ital.: Cima di Quaira), 3462 meter
- Kreuzspitze, 3455 meter
- Querkogel, 3448 meter
- Kleinleitenspitze, 3446 meter
- Nördlicher Ramolkogel (ook: Anichspitze), 3427 meter
- Hinterer Spiegelkogel, 3424 meter
- Faulwand (Ital.: Crodamarcia), 3416 meter
- Fineilköpfe (Ital.: Cime di Finale), 3415 meter
- Talleitspitze, 3406 meter
- Hauslabkogel, 3402 meter
- Gampleskogel, 3399 meter
- Hinterer Diemkogel, 3398 meter
- Sennkogel, 3398 meter
- Rötenspitze (Ital.: Punta Rossa), 3393 meter
- Nordlicher Latschkogel, 3386 meter
- Vorderer Diemkogel, 3368 meter
- Fanatspitze (Ital.: Punta Fanàt), 3358 meter
- Südlicher Latschkogel, 3357 meter
- Saykogel, 3355 meter
- Schwarze Wand (Ital.: Coda Nera), 3355 meter
- Kleiner Ramolkogel, 3349 meter
- Mittlerer Diemkogel, 3340 meter
- Kreuzkogel, 3338 meter
- Annakogel, 3333 meter
- Falschunggspitze (Ital.: Cima Valsun), 3361 meter
- Manigenbachkogel, 3314 meter
- Bankspitze, 3311 meter
- Mittlerer Spiegelkogel, 3311 meter
- Zirmkogel, 3278 meter
- Mutmalkamm, 3266 meter
- Hahlplattenspitze, 3263 meter
- Grawand (Ital.: Crode delle Cornacchie), 3251 meter
- Zirmeggenkogel, 3229 meter
- Mitterkamm, 3207 meter
- Grauwe Wand (Ital.: Croda Grigia), 3202 meter
- Schwärzenkamm, 3200 meter
- Unterer Faulwand, 3182 meter
- Großes Kahndl, 3171 meter
- Gampleskopf, 3165 meter
- Nederkogel, 3163 meter
- Marzellkamm, 3147 meter
- Steinmandl, 3145 meter
- Stockkogel, 3109 meter
- Innerer Grieskogel, 3107 meter
- Äußerer Grieskogel, 3105 meter
- Vorderer Spiegelkogel, 3087 meter
- Schwärzenspitze, 2980 meter
- Spitziges Kögele, 2948 meter
- Seiter Schartle (ook: Gurgler Schartl), 2932 meter
- Korbeck, 2923 meter
- Wilder Hute (Ital.: Monte Capello), 2912 meter
- Schröfwand (Ital.: Croda Rotta), 2890 meter
- Pfassergrat, 2832 meter
- Mittagskogel, 2825 meter
- Kesselwand, 2816 meter
- Karlkögele, 2788 meter
- Drei Wächter, 2732 meter
- Seiter Nitl, 2653 meter
- Wartbichl, 2609 meter
- Mutsbichl, 2361 meter

## Hutten
- Similaunhütte, 3019 meter
- Ramolhaus, 3005 meter
- Hochwildehaus, 2866 meter
- Martin-Busch-Hütet, 2501 meter